# Aline Ferreira
Aline da Silva Ferreira (18 de octubre de 1986) es una luchadora brasileña de lucha libre. Siete veces compitió en Campeonatos Mundiales. Conquistó una medalla de plata de 2014. Obtuvo la medalla de plata en los Juegos Panamericanos de 2011 y de bronce de 2015. Consiguió la medalla de oro en los Juegos Suramericanos de 2014. Ganó cinco medallas en Campeonatos Panamericanos, de plata en 2011. Campeona Sudamericana de 2009 y 2012. Primera en Campeonato Mundial Militar de 2014, también denunció que a los 11 años sufrió abusos sexuales:
"Mi entrenador tenía un poder muy grande sobre mí. Entonces, silencié por muchos y muchos años. Yo era una niña, con cuerpo de niña y mentalidad de niña. Sabía que era algo mal. Era algo que me lastimaba, pero como en mi casa la sexualidad era un tabú, ese diálogo no existia". Lo que la convierte en una mujer luchadora y muy valiente, como todas aquellas que denuncian los abusos.